# Armavir (Russie)
Pour les articles homonymes, voir Armavir.
Armavir (en russe : Армавир), est une ville du kraï de Krasnodar, en Russie. Sa population s'élevait à 187 215 habitants en 2021.

## Géographie
Armavir se trouve sur la rive gauche du fleuve Kouban. Elle est située à 67 km à l'ouest de Stavropol, à 91 km au nord-est de Maïkop, à 168 km à l'est de Krasnodar, à 191 km au nord-est de Sotchi, à 272 km au sud-est de Rostov-sur-le-Don et à 1 220 km au sud de Moscou.

## Histoire
La localité est fondée en 1839 par des Arméniens tcherkessogaï sous le nom de Armianski aoul (Армя́нский ау́л). Elle est rebaptisée Armavir en 1848 en l'honneur de l'ancienne capitale de l'Arménie et le statut de ville lui est accordé le 18 janvier 1914.
Pendant la guerre civile russe (1918-1920), des combats violents ont lieu à proximité de la ville. Le pouvoir soviétique s'impose à Armavir en mars 1920. Pendant la Seconde Guerre mondiale, la ville est occupée par l'Allemagne nazie le 6 août 1942, au cours de l'opération Edelweiss, et libérée par l'Armée rouge le 23 janvier 1943.

## Population
La situation démographique d'Armavir s'est détériorée au cours des années 1990. En 2005, le solde naturel accusait un déficit de 5,3 pour mille avec un faible taux de natalité (7,9 pour mille) et un taux de mortalité assez élevé (13,2 pour mille). La route fédérale R217, qui relie la M4 à la frontière avec l'Azerbaïdjan en longeant le Caucase, dessert la ville.
Recensements ou estimations de la population
| 1897*  | 1923   | 1926*  | 1939*  | 1959*   | 1970*   | 1979*   |
| ------ | ------ | ------ | ------ | ------- | ------- | ------- |
| 18 113 | 59 300 | 74 377 | 83 651 | 110 994 | 145 384 | 161 539 |

| 1989*   | 2002*   | 2010*   | 2012    | 2013    | 2014    | 2015    |
| ------- | ------- | ------- | ------- | ------- | ------- | ------- |
| 160 983 | 193 964 | 188 897 | 190 250 | 191 389 | 191 799 | 191 568 |

| 2016    | 2017    | 2018    | 2019    | 2020    | 2021    | - |
| ------- | ------- | ------- | ------- | ------- | ------- | - |
| 191 007 | 190 871 | 190 709 | 190 205 | 188 960 | 187 215 | - |

## Économie
Armavir est un carrefour ferroviaire sur la ligne Rostov-sur-le-Don – Bakou (Azerbaïdjan). En outre, un oléoduc traverse la ville depuis l'Azerbaïdjan. Armavir compte plusieurs établissements industriels importants :
- Usine électromécanique Elteza (Элтеза).
- Usine électrotechnique.
- Usine de construction mécanique de chemin de fer (Армавирский завод железнодорожного машиностроения) fondée en 1933.
- Usine de caoutchouc AZRI (Армавирский завод резиновых изделий, АЗРИ)

et des industries agroalimentaires.

## Sport
- FK Armavir, club de football fondé en 1959 et évoluant en deuxième division russe.

## Jumelage
- Armavir (Arménie) (Arménie)